# Navire météorologique
Un navire météorologique est un navire stationné en mer, comme une plate-forme, pour des observations météorologiques en surface et en altitude afin d’obtenir des données pour la prévision météorologique,. Accessoirement, ces navires peuvent aider dans les opérations de recherche et sauvetage en mer, ainsi qu’aux recherches sur la pollution des mers et en océanographie.
Leur utilisation fut proposée en 1921 par l’Office national météorologique de France (maintenant Météo-France) pour le support à la navigation et à l’aviation naissante dans le bassin de l’Atlantique Nord où l’on retrouvait peu d’informations régulières de la situation météorologique. Durant la Seconde Guerre mondiale, les données du réseau de navires météorologiques furent extrêmement importantes pour les Alliés et ils subirent donc de nombreuses attaques de la part des forces de l’Axe. En 1948, ayant démontré leur très grande utilité, l’Organisation de l’aviation civile internationale (OACI) étendit la couverture à l’océan Pacifique.
À partir des années 1970, les bouées météorologiques modernes ont commencé à remplir une partie du rôle de ces navires et ils sont devenus désuets depuis l’utilisation importante des données des satellites météorologiques. Le dernier navire régulièrement positionné à cette fin a terminé sa mission en 2010 mais certains navires remplissent encore cette fonction pour des campagnes de recherche météorologiques et océanographiques.

## Fonctions
La fonction principale des navires météorologiques était de prendre des mesures régulières de pression, de température, d’humidité, des conditions nuageuses et des précipitations à un point fixe en mer, en plus d’effectuer des radiosondages à 0 h, 6 h, 12 h, 18 h TUC. Ces informations étaient envoyées via ondes courtes vers une station terrestre où elles pouvaient être disséminées. Ces navires pouvaient également relayer les observations de surface des navires passant à l’intérieur d’une zone de 16 km2 les entourant.
Les navires météorologiques aidaient également dans les opérations de sauvetage en mer en utilisant leur radar de bord pour localiser des embarcations en détresse dans leur secteur ou en mettant en fonction leur balise radio pour les guider navires et avions perdus,. À cause de leur position permanente, ils servirent également à plusieurs expériences océanographiques.

## Histoire
| Lettre | Identificateur | Coordonnées           |
| ------ | -------------- | --------------------- |
| A      | Able/Alpha     | 62° N, 33° O          |
| B      | Baker/Bravo    | 56° 30′ N, 51° 00′ O  |
| C      | Charlie        | 52° 45′ N, 35° 30′ O  |
| D      | Dog/Delta      | 44° N, 41° O          |
| E      | Easy/Echo      | 35° N, 48° O          |
| F      | Fox            | 35° N, 40° O          |
| G      | George         | 46° N, 29° O          |
| H      | Hotel          | 38° N, 71° O          |
| I      | India          | 59° N, 19° O          |
| J      | Juliet/Juliett | 52° 30′ N, 20° 00′ O  |
| K      | Kilo           | 45° N, 16° O          |
| L      | Lima           | 57° N, 20° O          |
| M      | Mike           | 66° N, 2° E           |
| N      | Nan/November   | 30° N, 140° O         |
| O      | Oboe           | 40° N, 142° O         |
| P      | Peter/Papa     | 50° N, 145° O         |
| Q      | Quebec         | 43° N, 167° O         |
| R      | Romeo          | 47° N, 17° O          |
| S      | Sugar          | 48° N, 162° O         |
| T      | Tango          | 29° N, 135° O         |
| U      | Uncle          | 27° 40′ N, 145° 00′ O |
| V      | Victor         | 34° N, 164° E         |
| X      | Extra          | 39° N, 153° E         |

En 1921, le directeur de l’Office national météorologique de France (maintenant Météo-France) proposa l’idée de navires gardant une position prédéterminée pour prendre des données météorologiques qui aiderait à combler le manque de rapports entre l’Amérique et l’Europe. En effet, l’Organisation météorologique internationale, l’ancêtre de l’Organisation météorologique mondiale, avait déjà permis d’obtenir l’échange de données météorologiques à travers le monde mais à part les corridors fréquentés par les navires de commerces, il était impossible d’avoir des informations précises sur ce qui se passait sur la plus grande partie de l’Atlantique Nord. Comme le commerce maritime et l’aviation naissante nécessitaient de plus en plus de telles informations, la prise de données de surface et aérologiques régulières semblaient une nécessité.
En août 1927, le constructeur d’avions Grover Loening déclara que des stations météorologiques prenant de telles données et le développement d’hydravions de long rayon d’action permettraient la mise sur pied de vols transatlantiques réguliers.

### Premiers déploiements
En 1936 et 1937, le Met Office britannique commença à placer un officier météo à bord des cargos de ce pays traversant l’Atlantique pour la prise de données de surface et le lancement de ballons pour mesurer les vents en altitude aux heures synoptiques, soit 0 h, 6 h, 12 h, 18 h TUC. En 1938 et 1939, la France fut le premier pays à utiliser un navire à une position fixe pour faire des radiosondages et prendre des observations régulières, il s’agissait du navire marchand le Carimaré.
À partir de 1939, la United States Coast Guard (USCG) commença à faire de même à la suite de l’écrasement d’un avion de la Pan American World Airways en 1938. Le service d’observation météorologique en mer fut créé par décret du président Franklin Delano Roosevelt le 25 janvier 1940,.

### Seconde Guerre mondiale
Avec le déclenchement de la Seconde Guerre mondiale, l’Allemagne nazie commença à placer ses propres navires à l’été 1940 mais trois des quatre en place furent coulés dès le 23 novembre par les Britanniques ce qui força le commandement à utiliser des navires de pêche pour passer plus inaperçus. Ces navires passaient trois à cinq semaines en mer et envoyaient leurs données en code, utilisant Enigma.
En février 1941, cinq cotres de la garde côtière américaine patrouillaient en rotation dans l’Atlantique, trois à cinq semaines à la fois, pour prendre des données météorologiques. Avec l’entrée en guerre de ce pays, les cotres furent réassignés à des tâches plus pressantes en août 1942 et furent remplacés par des cargos. Ces derniers étaient non armés et furent l’objet d’attaques allemandes. Le USS Muskeget (AG-48) coula le 9 septembre 1942 avec ses 121 membres d’équipage. Le transit d’avions de chasse et de transport entre l’Amérique du Nord, le Groenland, l’Islande et la Grande-Bretagne rendit l’usage des navires météorologiques essentiel. Deux autres navires furent ajoutés en 1943 et 1944 dont l’un britannique à 80 km de la côte du Royaume-Uni. À partir de mai 1945, des frégates furent utilisées pour les mêmes opérations dans l’océan Pacifique.
En 1945-1946, le navire Woodstock, une corvette à hélice unique de la Marine royale canadienne, partagea une patrouille météorologique avec des navires des États-Unis à 500 milles marins à l’ouest de l’île de Vancouver.
À la fin du conflit, tous les navires retournèrent à leur port ce qui causa une perte totale des observations aérologiques au-dessus des océans pour un temps. Cependant, ils avaient fait preuve de leur utilité et un accord international intervint en septembre 1946 pour mettre sur pied un réseau de 13 navires à des positions déterminées par les États-Unis, cinq autres par la Grande-Bretagne et deux par le Brésil.

### Âge d’or

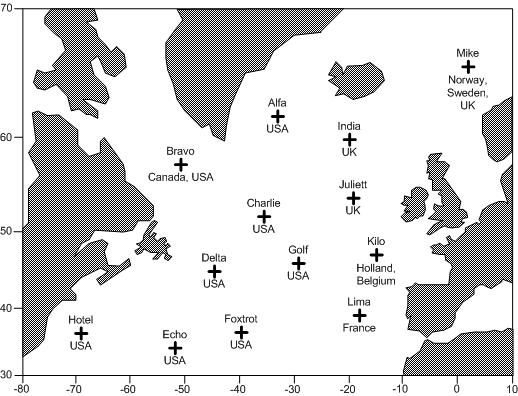
Position des navires météorologiques dans l’Atlantique Nord

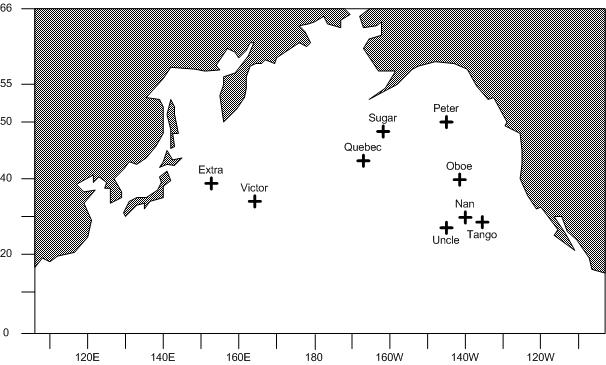
Position des navires météorologiques dans le Pacifique Nord

En 1948, l'OACI décida de mettre sur pied un réseau permanent d’au moins 13 positions de navires météorologiques dans l'Atlantique et le Pacifique. Les pays appelés à fournir des bateaux pour ces points furent les États-Unis (7), le Canada (1 avec les États-Unis), la Grande-Bretagne (2), la France (1), les Pays-Bas et la Belgique (1 partagé entre les deux pays), la Norvège et la Suède (1 partagé entre ces deux pays et la Grande-Bretagne). La USGS et la US Navy fournirent les navires américains, la Royal Navy utilisa des corvettes avec 53 employés du Met Office. Les navires britanniques faisaient une rotation de 27 jours en mer et 15 jours au port. Plus tard, le nombre de positions fut abaissé et certaines furent déplacées de l'Atlantique vers le Pacifique.
Le 1er juillet 1950, le navire B (« Baker »), qui était opéré conjointement par le Canada et les États-Unis, devint une responsabilité américaine. À la place, le 1er décembre le Canada prit la charge entière de la station « Peter » dans le Pacifique, renommée « Papa » plus tard, située à 900 milles marins de Vancouver. Cela permit à la USCG de commencer à opérer la station U (« Uncle ») à 2 000 kilomètres à l’ouest de la péninsule de Basse-Californie le 12 décembre et la station N (« Nan ») put être déplacée à 400 km au sud-est de sa position initiale le 10 décembre.
Le 22 juillet 1950, les Pays-Bas et les États-Unis commencèrent à opérer ensemble la station A (« Able »). Avec le début de la guerre de Corée, le vaisseau O (« Oboe ») vit sa mission terminée le 31 juillet 1950 et le navire S (« Sugar ») débuta sa mission le 10 septembre.
Entre 1948 et 1958, la France employa 4 navires (Le Verrier, Laplace, Le Brix, et Mermoz) pour participer à la veille sur les points L (« Lima »), K (« Kilo »), A (« Alpha ») et J (« Juliet »). En 1958, ils furent remplacés par les frégates France I et France II.
En 1963, la flotte des navires météorologiques se vit décerner une récompense de l’organisme Flight Safety Foundation pour les services rendus à l’aviation. En 1965, il y avait un total de 21 navires opérant en alternance sur les stations, dont neuf des États-Unis, quatre de Grande-Bretagne, trois de France, deux des Pays-Bas, deux de Norvège et un du Canada. De plus, deux navires soviétiques, dans le nord et le centre de l’océan Pacifique, envoyaient régulièrement des fusées-sondes jusqu’à 80 km d’altitude.
L’hémisphère Sud ne fut généralement pas couvert. Durant une certaine période, un navire néerlandais fut stationné dans l’océan Indien et l’Afrique du Sud opéra une position à 40° S, 10° E, entre septembre 1969 et mars 1974.

### Déclin

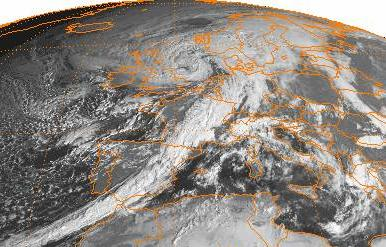
Tempête de 1987 qui aurait bénéficié des données de la station R (« Romeo ») si elle avait été encore là

À partir de 1975, les corridors aériens utilisés par les avions changèrent avec l'introduction des réacteurs. Les corridors à travers l'Arctique sont devenus la norme et le besoin pour un réseau de stations météorologiques de surface sur les océans diminua. Cependant, le développement de la prévision numérique du temps, grâce à l'arrivée d'ordinateurs puissants, aida à conserver un temps ce réseau car elle nécessitait des données aérologiques de ces régions. De plus, ces navires pouvaient servir encore aux études climatologiques, océanographiques, à la mesure de la pollution marine.
Comparé à une bouée météorologique, un navire opérant avec un équipage est très coûteux. Avec le développement technologique des années 1970, les services météorologiques ont pu utiliser des bouées performantes ancrées sur le plateau continental pour remplacer plusieurs navires qui maintenaient de telles positions,.
De neuf navires originaux dans l'Atlantique Nord, le nombre diminua graduellement. En 1973, la station C (« Charlie ») fut retirée par les États-Unis et la USCG annonça en 1974 que toutes les stations sous sa responsabilité seraient remplacées par des bouées au plus tard en 1977. Un nouvel accord international devint nécessaire et fut signé sous les auspices de l’Organisation météorologique mondiale en 1975. Seules les stations M (« Mike »), R (« Romeo »), C (« Charlie ») et L (« Lima ») devaient rester dans l'Atlantique Nord jusqu'en 1983.
À cette occasion, les deux navires français quittèrent le point L (« Lima ») et prirent en charge la station R (« Romeo ») située à 600 milles marins (1 111 km) à l’ouest de La Rochelle. Ils occupèrent ce poste en alternance, par période de vingt-quatre à vingt-six jours, jusqu'en 1985.
Deux des frégates britanniques durent être rénovées, car aucun crédit n'était prévu pour de nouveaux navires, et les deux autres qui assumaient une des stations éliminées, furent retirées du service. La station « Charlie » fut reprise par l’URSS de juillet 1975 à 1989.

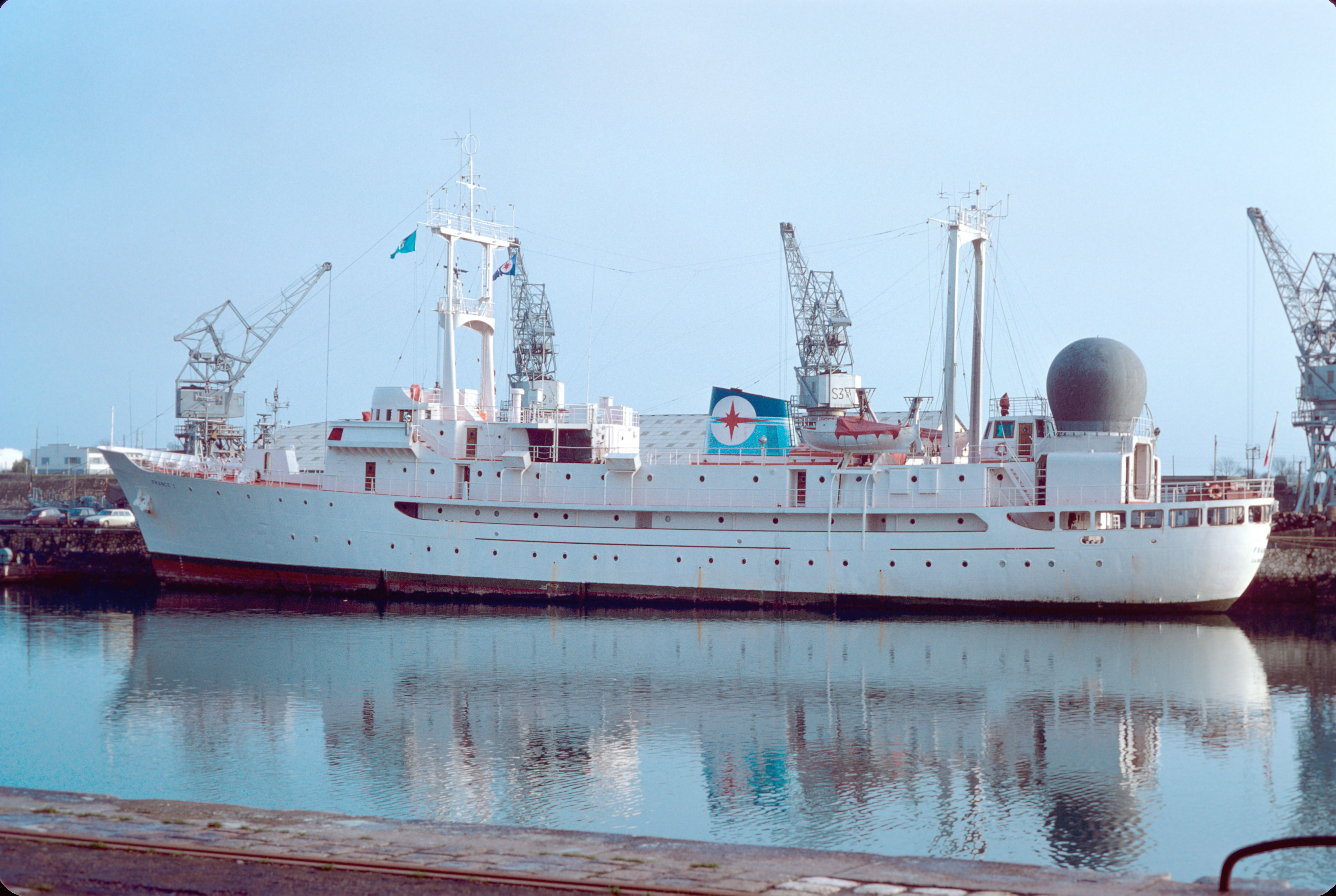
Le navire météorologique stationnaire France

Les deux dernières frégates britanniques furent retirées le 11 janvier 1982 du point L (« Lima ») mais l'accord pour les stations fut étendu jusqu'en 1985. La station P dans le Pacifique fut retirée en 1981.
Le 31 décembre 1985, au terme de sa dernière station au point R à l'ouest du golfe de Gascogne, la frégate météorologique France I rallia le port de La Pallice. Patrick Schnepp convainquit plus tard la municipalité de La Rochelle de racheter la frégate pour en faire le navire amiral du Musée maritime de La Rochelle. Ce retrait se produisit avant le déploiement d'une bouée météorologique dans le secteur ce qui a contribué au manque de préavis lors de la tempête de 1987. Des vents atteignant jusqu'à 149 km/h ont alors dévasté le sud de l'Angleterre et le nord de la France.
Le navire Cumulus des Pays-Bas quitta la position M (« Mike »), 66°N, 02°E, en 1981 pour y terminer le programme officiel de l’OMM mais le service météorologique norvégien continua d'occuper ce point de façon intermittente et volontaire. Le dernier navire à ainsi occuper une station permanente dans l’Atlantique Nord fut le Polarfront. Il fut retiré le 1er janvier 2010. Dans le Pacifique, certaines stations fonctionnent encore sur une base volontaire.
Maintenant, seules les observations volontaires des navires marchands, les plateformes pétrolières et les bouées permettent de savoir ce qui se passe directement en surface. Cependant, le nombre d'observations par des navires est en déclin depuis 1985, reflétant la tendance à la diminution des navires au profit d'une augmentation de leur tonnage. Malgré tout en 2011, il y a environ 1 000 rapports établis par des navires, 1 200 bouées dérivantes donnent 27 000 mesures par jour de la température des mers et la moitié de celles de la pression atmosphérique
Les mesures in-situ seront généralement remplacées par des données provenant des satellites météorologiques ce qui permet d'extrapoler la structure de l'atmosphère et de visualiser les nuages avec une très grande résolution. D'autres satellites peuvent mesurer l'état de la mer, utilisant un radar à synthèse d'ouverture, et sa température. Enfin, les rapports automatiques de capteurs montés sur les avions de ligne (AMDAR) donnent aussi de l'information en altitude. En France, après l'arrêt des navires spécialisés, la Direction de la Météorologie Nationale (maintenant Météo-France) mit au point et utilisa à partir de 1986 le système SARE («Systèmes automatiques de radiosondage embarqués»), qui permet de faire des radiosondages à partir de porte-conteneurs sur des lignes commerciales.

## Liste des navires météorologiques

### Allemagne
- München
- Lauenburg

### France
- Jacques Cartier (1921-1929)
- Jacques Cartier ex-Caroline (1929-1930)
- Carimaré (1937-1939)
- Le Verrier (1948-1958)
- Le Brix
- Mermoz
- Laplace (1948-1950)
- France I (1958-1985)
- France II (1958-1985)

### Norvège
- MS Polarfront